# 建成公園
建成公園，位於台灣台北市大同區，原為日治時代昭和12年（1937年）開園，位於下奎府町三丁目的「下奎府町兒童遊園地」。

## 年表
- 1937年，「下奎府町兒童遊園地」開園，是一座以兒童為對象的公園。
- 戰後，合併下奎府町、建成町、上奎府町為建成區，「下奎府町兒童遊園地」改名為「建成公園」。
- 1980年，公園區域擴張。

## 外部連結
- 建成公園 - 公園走透透 （页面存档备份，存于）
- 建成公園  籃球場[].臺北市政府體育局